# Pius Paschke
Pius Paschke (20 mei 1990) is een Duits schansspringer. Naast het schansspringen is Paschke ook militair in het Duitse leger.

## Carrière
Paschke maakte zijn debuut in de wereldbeker in het seizoen 2013/2014. Bij zijn eerste wedstrijd op 21 december 2013 in Engelberg werd hij 47e. Op 25 november 2017 behaalde hij een eerste podiumplaats in een wereldbekerwedstrijd voor teams. Samen met Markus Eisenbichler, Andreas Wellinger en Richard Freitag sprong Paschke naar de tweede plaats tijdens de wereldbekerwedstrijd op de Rukatunturischans in het Finse Kuusamo. Individueel behaalde Paschke nog geen podiumplaatsen in een wereldbekerwedstrijd.

## Belangrijkste resultaten

### Wereldbeker
Eindklasseringen
| Seizoen   | Algm | SV  | 4S  | RAW |
| --------- | ---- | --- | --- | --- |
| 2014/2015 | 82e  | 51e | -   |     |
| 2015/2016 | 74e  | -   | 39e |     |
| 2016/2017 | -    | -   | 48e | -   |
| 2017/2018 | 30e  | 36e | 39e | -   |
| 2018/2019 | 59e  | -   | 40e | 46e |
| 2019/2020 | 21e  | 16e | 20e | 15e |

### Grand-Prix
Eindklasseringen
| Jaar | Plaats |
| ---- | ------ |
| 2014 | 80e    |
| 2015 | 83e    |
| 2016 | 78e    |
| 2017 | 51e    |
| 2018 | 34e    |
| 2019 | 47e    |